# Robert Whetters
Robert Whetters (2 de setembre de 1939) va ser un ciclista australià que competí en carretera i en pista. Com a amateur participà en els Jocs Olímpics de 1960.

## Palmarès en ruta
- 1969
  -  Campió d'Austràlia en ruta

## Palmarès en pista
- 1969
  - 1r als Sis dies de Launceston (amb Keith Oliver)
- 1972
  - 1r als Sis dies de Launceston (amb Keith Oliver)